# Рађоло (Арецо)
Рађоло је насеље у Италији у округу Арецо, региону Тоскана.
Према процени из 2011. у насељу је живело 128 становника. Насеље се налази на надморској висини од 600 м.